# Ovodynerus ferrugineimaculatus
Ovodynerus ferrugineimaculatus är en stekelart som beskrevs av Giordani Soika 1985. Ovodynerus ferrugineimaculatus ingår i släktet Ovodynerus och familjen Eumenidae. Inga underarter finns listade i Catalogue of Life.